# 奎特曼縣 (密西西比州)
奎特曼县（英語：Quitman County）是美國密西西比州西北部的一個縣。面積1,053平方公里。根據美國2000年人口普查，共有人口10,117人。縣治马克斯。
成立於1877年2月1日，縣名紀念紀念密西西比州第十、十六任州長約翰·A·奎特曼。